# Elecciones estatales de Coahuila de 2009
Las Elecciones estatales de Coahuila de 2009 se llevaron a cabo el domingo 18 de octubre de 2009, y en ellas se renovaron los siguientes cargos de elección popular en el estado mexicano de Coahuila:
- 38 ayuntamientos. Compuestos por un presidente Municipal y regidores, electos para un periodo de cuatro años no reelegibles para el periodo inmediato.

## Antecedentes
El PRI anunció una coalición con el Partido Verde Ecologista de México en 30 municipios y con Nueva Alianza en 22 municipios, partido que seguía bajo la esfera de la profesora Elba Esther Gordillo líder nacional del sindicato magisterial.

## Resultados electorales

### Ayuntamientos
|  | 24.83 % |

|  | 59.94 % |

|  | 2.40 % |

|  | 1.53 % |

|  | 3.02 % |

|  | 4.65 % |

|  | 2.12 % |

|  | 0.56 % |

|  | 98.44 % |

|  | 1.56 % |

|  | 52.13 % |

|  | 47.87 % |

#### Ayuntamiento de Abasolo
|  | 32.89 % |

|  | 65.90 % |

|  | 0.00 % |

|  | 0.24 % |

|  | 0.60 % |

|  | 99.28 % |

|  | 0.72 % |

|  | 69.77 % |

|  | 30.23 % |

#### Ayuntamiento de Acuña
|  | 3.42 % |

|  | 59.97 % |

|  | 0.99 % |

|  | 2.09 % |

|  | 1.41 % |

|  | 1.41 % |

|  | 28.64 % |

|  | 0.85 % |

|  | 0.21 % |

|  | 99.05 % |

|  | 0.95 % |

|  | 54.89 % |

|  | 45.11 % |

#### Ayuntamiento de Allende
|  | 54.00 % |

|  | 43.98 % |

|  | 1.16 % |

|  | 0.24 % |

|  | 0.27 % |

|  | 0.06 % |

|  | 99.27 % |

|  | 0.73 % |

|  | 56.75 % |

|  | 43.25 % |

#### Ayuntamiento de Arteaga
|  | 27.38 % |

|  | 67.76 % |

|  | 0.69 % |

|  | 0.42 % |

|  | 1.36 % |

|  | 1.38 % |

|  | 0.00 % |

|  | 0.74 % |

|  | 98.63 % |

|  | 1.37 % |

|  | 63.69 % |

|  | 36.31 % |

#### Ayuntamiento de Candela
|  | 22.58 % |

|  | 75.75 % |

|  | 99.14 % |

|  | 0.86 % |

|  | 77.43 % |

|  | 22.57 % |

#### Ayuntamiento de Castaños
|  | 14.50 % |

|  | 47.61 % |

|  | 33.98 % |

|  | 0.22 % |

|  | 0.67 % |

|  | 0.14 % |

|  | 0.02 % |

|  | 99.23 % |

|  | 0.77 % |

|  | 58.28 % |

|  | 41.72 % |

#### Ayuntamiento de Cuatrociénegas
|  | 40.98 % |

|  | 52.30 % |

|  | 5.89 % |

|  | 0.15 % |

|  | 0.07 % |

|  | 0.05 % |

|  | 99.47 % |

|  | 0.53 % |

|  | 68.00 % |

|  | 32.00 % |

#### Ayuntamiento de Escobedo
|  | 44.65 % |

|  | 54.98 % |

|  | 0.06 % |

|  | 0.00 % |

|  | 0.00 % |

|  | 98.95 % |

|  | 1.05 % |

|  | 68.71 % |

|  | 31.29 % |

#### Ayuntamiento de Francisco I. Madero
|  | 8.88 % |

|  | 37.75 % |

|  | 13.33 % |

|  | 19.17 % |

|  | 3.48 % |

|  | 8.88 % |

|  | 13.33 % |

|  | 4.63 % |

|  | 37.75 % |

|  | 98.77 % |

|  | 1.23 % |

|  | 50.30 % |

|  | 49.70 % |

#### Ayuntamiento de Frontera
|  | 24.89 % |

|  | 59.18 % |

|  | 1.65 % |

|  | 0.94 % |

|  | 1.55 % |

|  | 10.59 % |

|  | 0.14 % |

|  | 97.10 % |

|  | 2.90 % |

|  | 50.30 % |

|  | 49.70 % |

#### Ayuntamiento de General Cepeda
|  | 31.27 % |

|  | 35.27 % |

|  | 29.10 % |

|  | 1.09 % |

|  | 2.98 % |

|  | 0.14 % |

|  | 99.26 % |

|  | 0.74 % |

|  | 69.56 % |

|  | 30.44 % |

#### Ayuntamiento de Guerrero
|  | 44.56 % |

|  | 54.91 % |

|  | 0.08 % |

|  | 0.00 % |

|  | 0.00 % |

|  | 99.01 % |

|  | 0.99 % |

|  | 71.42 % |

|  | 28.58 % |

#### Ayuntamiento de Hidalgo
|  | 0.00 % |

|  | 92.40 % |

|  | 3.51 % |

|  | 0.00 % |

|  | 0.15 % |

|  | 97.16 % |

|  | 2.84 % |

|  | 69.16 % |

|  | 30.84 % |

#### Ayuntamiento de Jiménez
|  | 26.75 % |

|  | 50.28 % |

|  | 6.99 % |

|  | 10.08 % |

|  | 1.18 % |

|  | 1.16 % |

|  | 0.54 % |

|  | 1.16 % |

|  | 98.79 % |

|  | 1.21 % |

|  | 59.20 % |

|  | 40.80 % |

#### Ayuntamiento de Lamadrid
|  | 48.26 % |

|  | 47.59 % |

|  | 1.83 % |

|  | 0.17 % |

|  | 1.99 % |

|  | 0.08 % |

|  | 0.00 % |

|  | 99.50 % |

|  | 0.50 % |

|  | 77.61 % |

|  | 22.39 % |

El candidato priista impugnaría exitosamente la elección en tribunales que ordenaron su replay en  2010.

#### Ayuntamiento de Matamoros
|  | 10.56 % |

|  | 44.35 % |

|  | 2.16 % |

|  | 0.59 % |

|  | 1.44 % |

|  | 34.77 % |

|  | 4.94 % |

|  | 0.29 % |

|  | 98.27 % |

|  | 1.73 % |

|  | 60.80 % |

|  | 39.20 % |

#### Ayuntamiento de Monclova
|  | 17.66 % |

|  | 72.46 % |

|  | 1.70 % |

|  | 3.26 % |

|  | 0.94 % |

|  | 2.44 % |

|  | 0.16 % |

|  | 98.68 % |

|  | 1.32 % |

|  | 44.32 % |

|  | 55.68 % |

#### Ayuntamiento de Morelos
|  | 42.23 % |

|  | 56.22 % |

|  | 0.26 % |

|  | 0.34 % |

|  | 0.08 % |

|  | 99.51 % |

|  | 0.49 % |

|  | 63.40 % |

|  | 36.60 % |

#### Ayuntamiento de Muzquiz
|  | 20.75 % |

|  | 37.82 % |

|  | 4.83 % |

|  | 0.29 % |

|  | 12.88 % |

|  | 20.14 % |

|  | 0.30 % |

|  | 0.16 % |

|  | 0.59 % |

|  | 2.24 % |

|  | 98.79 % |

|  | 1.21 % |

|  | 55.78 % |

|  | 44.22 % |

#### Ayuntamiento de Nadadores
|  | 40.89 % |

|  | 57.76 % |

|  | 0.12 % |

|  | 1.02 % |

|  | 0.03 % |

|  | 99.72 % |

|  | 0.28 % |

|  | 69.76 % |

|  | 30.21 % |

#### Ayuntamiento de Nava
|  | 40.16 % |

|  | 52.61 % |

|  | 2.62 % |

|  | 3.37 % |

|  | 0.45 % |

|  | 0.05 % |

|  | 99.17 % |

|  | 0.83 % |

|  | 57.74 % |

|  | 42.26 % |

#### Ayuntamiento de Ocampo
|  | 9.34 % |

|  | 46.35 % |

|  | 15.21 % |

|  | 0.68 % |

|  | 11.73 % |

|  | 15.14 % |

|  | 0.09 % |

|  | 99.58 % |

|  | 0.42 % |

|  | 62.19 % |

|  | 37.81 % |

#### Ayuntamiento de Parras
|  | 18.57 % |

|  | 30.63 % |

|  | 2.90 % |

|  | 32.72 % |

|  | 0.57 % |

|  | 11.20 % |

|  | 1.35 % |

|  | 1.37 % |

|  | 98.62 % |

|  | 1.38 % |

|  | 62.85 % |

|  | 37.15 % |

#### Ayuntamiento de Piedras Negras
|  | 25.64 % |

|  | 58.28 % |

|  | 1.57 % |

|  | 8.46 % |

|  | 1.28 % |

|  | 0.36 % |

|  | 1.03 % |

|  | 0.79 % |

|  | 98.60 % |

|  | 1.40 % |

|  | 40.89 % |

|  | 59.11 % |

#### Ayuntamiento de Progreso
|  | 12.39 % |

|  | 65.90 % |

|  | 0.43 % |

|  | 1.18 % |

|  | 98.78 % |

|  | 1.22 % |

|  | 63.59 % |

|  | 36.41 % |

#### Ayuntamiento de Ramos Arizpe
|  | 37.30 % |

|  | 57.80 % |

|  | 0.87 % |

|  | 0.74 % |

|  | 1.01 % |

|  | 0.14 % |

|  | 0.71 % |

|  | 0.55 % |

|  | 98.80 % |

|  | 1.20 % |

|  | 56.84 % |

|  | 43.16 % |

#### Ayuntamiento de Sabinas
|  | 32.51 % |

|  | 52.59 % |

|  | 1.51 % |

|  | 1.11 % |

|  | 0.37 % |

|  | 7.78 % |

|  | 1.04 % |

|  | 0.14 % |

|  | 98.79 % |

|  | 1.15 % |

|  | 56.50 % |

|  | 43.50 % |

#### Ayuntamiento de Sacramento
|  | 33.15 % |

|  | 52.61 % |

|  | 0.14 % |

|  | 0.07 % |

|  | 13.29 % |

|  | 0.27 % |

|  | 99.73 % |

|  | 0.27 % |

|  | 85.39 % |

|  | 14.61 % |

#### Ayuntamiento de Saltillo
|  | 18.17 % |

|  | 75.51 % |

|  | 1.32 % |

|  | 1.78 % |

|  | 0.76 % |

|  | 0.00 % |

|  | 1.65 % |

|  | 0.30 % |

|  | 97.58 % |

|  | 2.42 % |

|  | 47.32 % |

|  | 52.68 % |

#### Ayuntamiento de San Buenaventura
|  | 45.83 % |

|  | 28.96 % |

|  | 1.09 % |

|  | 9.38 % |

|  | 14.50 % |

|  | 0.11 % |

|  | 99.70 % |

|  | 0.30 % |

|  | 62.48 % |

|  | 37.52 % |

#### Ayuntamiento de San Juan de Sabinas
|  | 28.21 % |

|  | 63.26 % |

|  | 0.58 % |

|  | 4.09 % |

|  | 0.16 % |

|  | 2.70 % |

|  | 0.12 % |

|  | 98.74 % |

|  | 1.26 % |

|  | 48.29 % |

|  | 51.71 % |

#### Ayuntamiento de San Pedro de las Colonias
|  | 23.65 % |

|  | 56.45 % |

|  | 5.67 % |

|  | 0.60 % |

|  | 1.54 % |

|  | 2.86 % |

|  | 2.67 % |

|  | 6.30 % |

|  | 98.85 % |

|  | 1.15 % |

|  | 58.90 % |

|  | 41.10 % |

#### Ayuntamiento de Sierra Mojada
|  | 36.79 % |

|  | 55.57 % |

|  | 0.27 % |

|  | 6.44 % |

|  | 0.11 % |

|  | 0.16 % |

|  | 99.08 % |

|  | 0.92 % |

|  | 53.88 % |

|  | 46.12 % |

#### Ayuntamiento de Torreón
|  | 37.51 % |

|  | 57.73 % |

|  | 1.15 % |

|  | 1.21 % |

|  | 0.54 % |

|  | 0.16 % |

|  | 1.31 % |

|  | 0.31 % |

|  | 98.57 % |

|  | 1.43 % |

|  | 53.77 % |

|  | 46.23 % |

#### Ayuntamiento de Viesca
|  | 20.13 % |

|  | 64.53 % |

|  | 7.84 % |

|  | 0.77 % |

|  | 0.17 % |

|  | 5.94 % |

|  | 0.24 % |

|  | 98.96 % |

|  | 1.04 % |

#### Ayuntamiento de Villa Unión
|  | 40.46 % |

|  | 58.68 % |

|  | 0.13 % |

|  | 0.03 % |

|  | 0.69 % |

|  | 99.41 % |

|  | 0.59 % |

#### Ayuntamiento de Zaragoza
|  | 21.02 % |

|  | 42.86 % |

|  | 1.29 % |

|  | 0.32 % |

|  | 30.13 % |

|  | 3.28 % |

|  | 0.16 % |

|  | 0.11 % |

|  | 99.24 % |

|  | 0.76 % |

El alcalde priista ganador en la contienda, fue secuestrado y ejecutado en los alrededores de la capital Saltillo un par de años después.